# Тралькан
Тралькан (исп. Tralcán, от мап. talca 'гром') — гора треугольной формы рядом с озером Риньиуэ в Чили. Несмотря на то, что гора веками была священной у уильиче, известность ей принёсли несколько оползней, перегородивших озеро Риньиуэ после Великого Чилийского землетрясения. Уровень воды в озере поднялся более, чем на 20 метров, и стал угрожать существованию Вальдивии. Событие вошло в историю под названием Риньиуасо (исп. El Riñihuazo). Есть свидетельства, что подобный оползень случился в 1575 году.
Гора сложена вулканическими осадочными породами Триасового периода, что делает её одним из немногих мест в Южной зоне Чили (Zona Sur) с окаменелостями, относящимися к Мезозою.